# 金子敏和
金子 敏和（かねこ としかず、1964年6月27日 - ）は、日本の元男子バレーボール選手、指導者。

## 来歴
神奈川県鎌倉市出身。
藤沢商業高等学校（現・藤沢翔陵高等学校）では、春高バレーの第12回大会でベスト8、第13回大会で優勝の成績を残した（バックアタックなどで貢献）。
明治大学に進学、卒業後の1987年に日本電気（NECブルーロケッツ）に入社。
同チームにおいて、1993年度から選手兼任コーチ、1996年度は選手兼任監督、翌1997年度からは専任監督となった。1998年度（第5回Vリーグ）では優勝監督賞を受賞した。2003年度（第10回Vリーグ）まで監督を務めた（2004年5月17日付、後任は楊成太）。
なお、ビーチバレージャパンでは、日本電気同期入社の楊成太とペアを組み、第5回準優勝、第7, 9回優勝を果たした。
その後、2003年ワールドカップ中継（海外戦）などで、解説者を務めた。

## 人物
- 長男は元プロ野球選手の金子一輝[6]。

## 所属チーム

### 選手
- 玉縄中学校
- 藤沢商業高等学校
- 明治大学
- 日本電気/NEC/NECブルーロケッツ（1987-1997年）

### 指導者
- NEC/NECブルーロケッツ
  - 選手兼コーチ（1993-1996年）
  - 選手兼監督（1996-1997年）
  - 監督（1997-2004年）